# フラッタリー岬
座標: 北緯48度23分09秒 西経124度43分37秒 / 北緯48.385961度 西経124.726912度

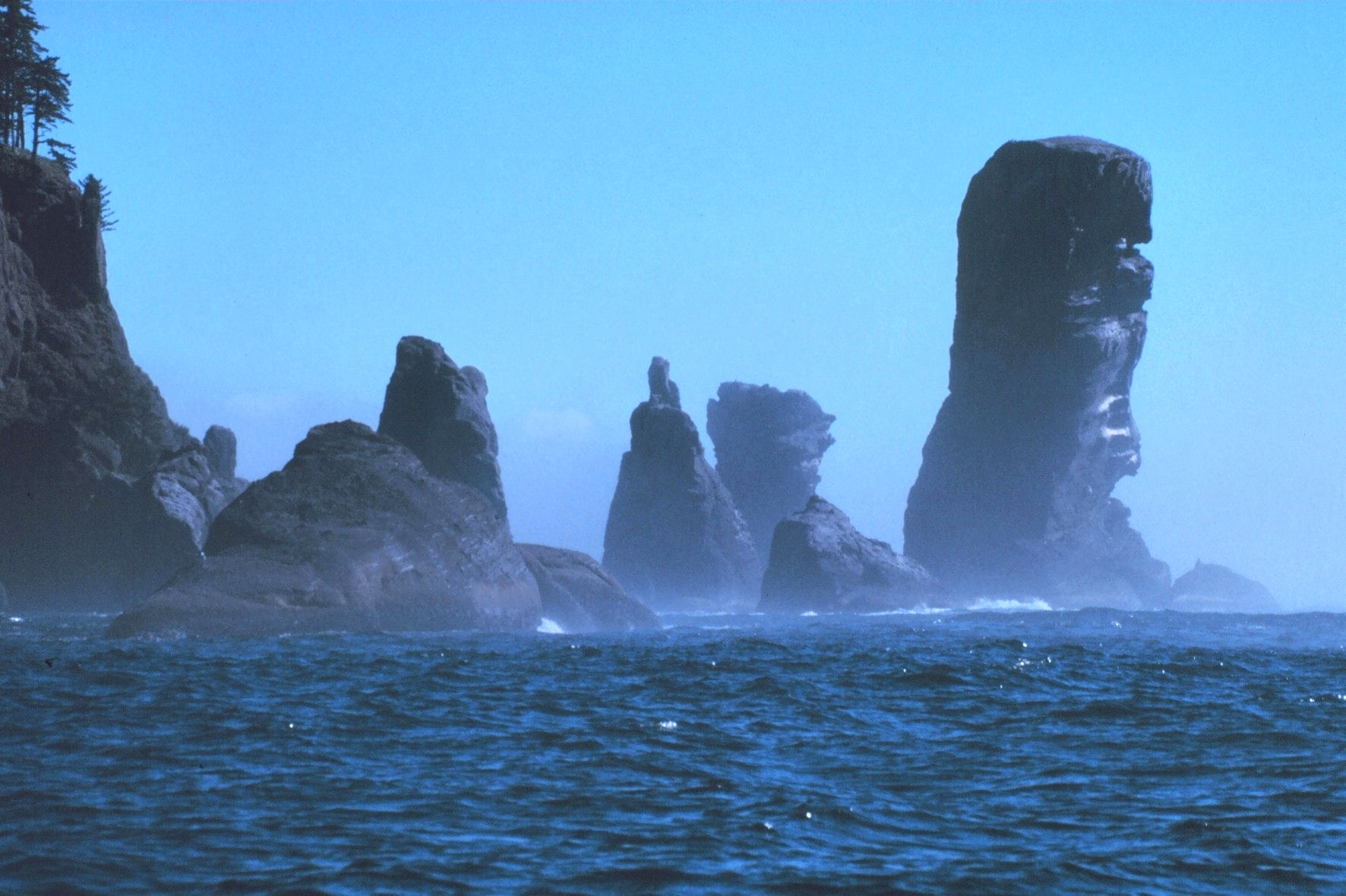
フラッタリー岬にある大きな岩、フカの柱（フカ・ピラー、Fuca Pillar）。オリンピック半島の北西の突端の風景

フラッタリー岬（フラッタリーみさき、フラタリー岬、ケープ・フラッタリー、Cape Flattery）はアメリカ合衆国北西部、オリンピック半島の最果てにある岬である。
ワシントン州の西部、クララム郡に位置し、北緯48度22分59秒、西経124度42分52秒で、ハワイ州とアラスカ州を除いたアメリカ本土の最北西端にあたる。ファンデフカ海峡がここで太平洋へと出る地点に当たる。ここは先住民マカー族（Makah）の保留地の中にあり、オリンピック海岸国立海洋保護区の北端になる。フラッタリー岬はボードウォークによる遊歩道を歩いてしばらく行った先にある。アメリカ本土の最西端はここからしばらく南へ行ったオリンピック国立公園内のアラヴァ岬（Cape Alava）になる。
フラッタリー岬灯台は沖合いのタトゥーシュ島（Tatoosh Island）に建っている。マカー・ベイ（Makah Bay）とニア・ベイ（Neah Bay）が岬の両側にある湾である。ニア・ベイはこの岬に一番近い町でもあり、マカー族保留地の中心でもある。
1830年代に日本人船員の音吉、岩吉、久吉がフラッタリー岬のケープ・アラバに漂着した。